# Laga hus
Laga hus syftade på enligt lag föreskrivna byggnader, dels de byggnader som sockenborna hade i skyldighet att underhålla på prästgården, dels de byggnader som frälse- eller kyrkolandbor hade i skyldighet att uppföra och underhålla på sina gårdar. Så sent som i 1734 års lag finns regleringar om sju laga hus som ansågs nödvändiga på en bondgård och den arrendebonde som inte såg till att de fanns på gården kunde dömas för. Laga hus fanns även för militieboställen.